# Diadegma hiraii
Diadegma hiraii är en stekelart som beskrevs av Kusigemati 1993. Diadegma hiraii ingår i släktet Diadegma och familjen brokparasitsteklar. Inga underarter finns listade i Catalogue of Life.